# Admiralitätsgericht

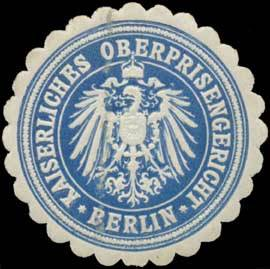
Siegelmarke Kaiserliches Oberprisengericht

Das Admiralitätsgericht war ein der Admiralität oder einem Marineministerium beigeordneter Gerichtshof, der über die beim Seewesen entstehenden Streitigkeiten entscheidet.
In Staaten mit einer Kriegsmarine war dieses Gericht kein ständiges, sondern nur im Falle eines Krieges oder einer Blockade gebildetes Gericht. Es entschied über die Wegnahme von Schiffen, Gültigkeit und Bruch einer Blockade usw. In diesem Fall wurde es auch Prisengericht genannt.
In Österreich wurde durch kaiserliche Verordnung vom 21. März 1864 ein Prisengericht erster Instanz in Triest und zweiter Instanz in Wien sowie eine Prisenuntersuchungskommission in Pula eingesetzt.
Im Deutschen Kaiserreich, wo vorher Landesrecht galt (im Königreich Preußen nach Verordnung vom 20. Juni 1864 ein Prisen- und ein Oberprisenrat), hatte das Reichsgesetz vom 3. Mai 1884 die Einrichtung von Prisengerichten von Reichs wegen vorgesehen, ihre Einsetzung, das Verfahren und die sonst erforderlichen Anweisungen jedoch kaiserlicher Verordnung vorbehalten. Aus Anlass der deutsch-britischen Seeblockade vor Ostafrika 1888/1889 erging deshalb am 5. Februar 1889 eine Verordnung, die ein Prisengericht erster Instanz in Sansibar einsetzte, das aus dem Generalkonsul als Einzelrichter bestand. Gleichzeitig wurde ein Oberprisengericht in Berlin eingerichtet. Die sieben Mitglieder dieses Berufungsgerichts wurden durch kaiserliche Order ernannt.